# Казаков, Сергей Алексеевич
Сергей Алексеевич Казаков (6 августа 1873, Рыбинск, Ярославская губерния — 21 августа 1936, Москва) — российский и советский астроном, профессор МГУ.

## Биография
Родился в семье служащего городской управы Рыбинска. С 1883 года учился в Рыбинской классической гимназии, которую окончил с золотой медалью. В 1891 году поступил на физико-математический факультет Московского университета, который окончил в 1895 году. Оставлен при нём для подготовки к профессорскому званию.
С 3 февраля 1900 года преподавал в университете в качестве приват-доцент. В 1904 году он выезжал в Берлинский вычислительный институт на стажировку, в результате которой, по возвращении, стал читать спецкурс «Вычисления и исправления планетных и кометных орбит» (с 1920 года он стал называться «Вычислительная техника и интерполирование»). С 11 марта 1915 года — старший ассистент обсерватории университета; с 1 октября 1918 года — профессор, хотя диссертацию «Орбита кометы 1904 I», представленную в 1917 году не защитил, вследствие отмены ученых степеней. С. А. Казаков читал в университете курс небесной механики, переданный ему П. К. Штернбергом.
После 1920 года С. А. Казаков был заведующим кафедры астрономии физико-математического факультета МГУ, работал в НИИ астрономии и геодезии I-го МГУ, был председателем предметной комиссии по астрономии, в течение 2 лет (1927 и 1928) занимал должность декана физико-математического факультета МГУ.
Работал в области теоретической астрономии и астрометрии. Занимался теорией определения и исправления орбит комет и планет. Рассчитал окончательные орбиты комет 1904 I, 1907 III и элементы периодической кометы Перрайна 1896 VII на 1922 год. Изучал проблему интегрирования основных дифференциальных уравнений в небесномеханической задаче трёх тел. В 1914—1930 годах определял положение звёзд в зенитной зоне (от 50° до 55° северного склонения) на меридианном круге.
Заведующий кафедрой космогонии и небесной механики механико-математического факультета (1935—1936).
Написал учебники «Основы теоретической астрономии» (1913) и «Курс сферической астрономии» (1935).

## Труды
- «О методе изменения произвольных постоянных». Моск. астроном. обсерват., 1908, 41с.
- «Sur la rectification des orbites cometaires»// Bulletin Astronomique, vol. 31, 1914
- Determination de l’orbite definitive de la comete 1904, I, «Annales de l’observatoire astronomique de Moscou», ser. II, vol. VIII, 1925
- «Основы теоретической астрономии. [Курс лекций]». М., Шафаревич, 1913, 152с. (Изд. литогр.)
- Tables auxiliaires pour la riductioa des cliches photographique, там же, 1929, v. 8. Appendices
- «Курс сферической астрономии». М.-Л., ОНТИ, 1935, 313с.